# Stichaeus fuscus
Stichaeus fuscus är en fiskart som beskrevs av Shigeru Miki och Maruyama, 1986. Stichaeus fuscus ingår i släktet Stichaeus och familjen taggryggade fiskar. Inga underarter finns listade i Catalogue of Life.